# おトラさん大繁盛
『おトラさん大繁盛』（おトラさんだいはんじょう）は、1958年12月20日に東宝系で公開された日本映画である。モノクロ。東宝スコープ。東京映画作品。

## 概要
『おトラさん』シリーズ第6作にして最終作、そして小田基義監督の映画最終作である。本作は上映時間が1時間21分とシリーズ最長で、それまで中編作が多かった小田にとっては久々の大作となった。
内容は、前半は光が丘の年末年始でのドタバタ、そして中盤からはトリ江の友人の結婚のために、おトラが偽の親になるも、それが裏目に出て大騒動になるというものである。
共演者は東宝から河内桃子、舞踊界から藤間紫など。そして漫画『おトラさん』作者の西川辰美が年始周り先の夫の役で出演し、柳家金語楼扮するおトラの前でおトラの絵を描いている。またテレビ番組のシーンでは、前作に引き続き金語楼が自らの役で二役出演、さらにトリ江役の川田孝子の実姉・川田正子が出演し、「お猿のかごや」を披露している。一方、長さん役の柳沢真一は出演せず、代わりに藤村有弘がホットドッグ屋の役で出演している。第4作以来出演している脱線トリオのうち、八波むと志は出演していない。当時まだ無名の渥美清が、この作品で映画デビューしている。
なお、第1作以来タイアップしてきたノーシンは、本作ではタイアップしていない。

## ストーリー
もうすぐお正月。なのに最近日野江家には御用聞きが来ない。そこへ買い物に出ていた女中達から、最近光が丘に見目麗しい女性が引っ越してきて、御用聞き達はこぞってそこに売り込んでいるという知らせが入った。おトラ達はさっそく行って懲らしめた。その夜、日野江家に当の女性が現れ、名刺を差し出した。彼女は「藤枝」といい、由緒正しい日本舞踊「藤陰流」の師匠だった。
お正月が来た。おトラたち女中一同は、原っぱで羽根突きやフラフープで遊んでいた。その頃日野江家には顔馴染みの小西得郎が現れ、トリ江の縁談を持って来た。「トリ江の縁談なら」と張り切ったおトラは、牛三の代わりに年始周りに行ったが、あちこちで酒を飲まされ、帰った時にはグロッキー状態。牛三曰く「おトラがトラになった」……。
やがて松が開け、光が丘に由田・南田・八田という変な3人組が経営する「ナイナイ探偵社」がオープンした。一方おトラは気分が悪い。というのもトリ江は縁談に目もくれず、彼女のもとに男名前の手紙が来るからだ。それを知った女中達や御用聞き達はトリ江の尾行を開始。そしてある日、乞食に扮したお八重は、トリ江が男と喫茶店に入っていく所を目撃し、すわ駆け落ち! と速断する。お八重の報告を受けてあわてたおトラは喫茶店へ直行し、「何故おトラに教えてくれないのです!!」と抗議。だが実は相手の男は「和田」といい、トリ江の親友・猪原妙子の恋人だった。妙子の父・庄左衛門は猪ノ原村の大地主であり、孤児の和田との結婚を許さないという。それでトリ江は相談相手になっていたのだ。事実を知って安心するおトラは、「私が直談判してくる」と宣言。早速野を越え山を越えて猪原家に赴いた。だが庄左衛門は思った以上に頑固者。和田のことを「どこの馬の骨とも分からない奴」と言い放つ。たまりかねたおトラは、暮れに藤枝から貰った名刺を見せ、「私は藤陰流の家元で、和田は一人息子であります」と言ってしまった。ところがそれを聞くなり庄左衛門の態度が一変、大喜びする。実は庄左衛門は、日本舞踊の大ファンだったのだ。かくて結婚は承諾された。
大喜びで帰ったおトラ。ところが藤枝を経由して、おトラの前に電報が来た。何と近々庄左衛門が上京するというのだ。これは大変!!　しかも庄左衛門は探偵3人組に依頼し、藤枝家を突き止めているようだ。大弱りのおトラ。事情は日野江家や女中達にも悟られる。結局、庄左衛門が上京する日は、藤枝が「藤陰流発表会」に出席するため、おトラが留守番を兼ねて踊りの師匠になりすますこととなった。
そして当日、いよいよ藤枝家に庄左衛門がやって来た。歓待するおトラだが、庄左衛門は、うっかり藤枝がしまい忘れた発表会のポスターを見て「発表会は今日ではないか、大丈夫か?」と、問い掛ける。あわてたおトラは「今は弟子にやらせています。私は後で『娘道成寺』を演じます」と誤魔化す。これを真に受けた庄左衛門は、それでは会場であなたの踊りを見ますと宣言。困ったおトラを救うため、トリ江・和田・妙子はあの手この手で誤魔化して庄左衛門を阻もうとしたが、全て失敗。とうとう庄左衛門は発表会に行ってしまった。事態を認めたおトラは大慌て。すぐさま女中達と共に発表会に駆け付けるが、既に「娘道成寺」は開始。しかし藤枝（おトラ）が出ないことで庄左衛門はイラつき始めた。こうなったら最後の手段と、一同は本当の家元・勘五郎を殴って失神させると、着替えたおトラがすり替わって「娘道成寺」を踊り出した。その甲斐あって、庄左衛門は大喜び。かくて和田と妙子は無事に結婚した。

## スタッフ
- 製作：富岡敦雄
- 原案：西川辰美
- 原作：有崎勉（柳家金語楼）
- 脚本：新井一
- 監督：小田基義
- 撮影：栗林実
- 音楽：神津善行
- 美術：島康平、小野友滋
- 照明：伊藤盛四郎
- 録音：西尾昇

## 出演者
- おトラさん／柳家金語楼（「金語楼劇場」の出演者）：柳家金語楼
- 日野江牛三：有島一郎
- 日野江馬子：水の也清美
- 日野江トリ江：川田孝子
- 日野江タツオ：日吉としやす
- お八重：若水ヤエ子
- お豆：小桜京子
- おはな：丘みどり
- おなか：中村陽子
- おみや：宮川京子
- 割込みの弘ちゃん（ホットドッグ屋）：藤村有弘
- 魚サブ：大辻三郎
- 山崎屋：谷村昌彦
- 平さん：平凡太郎
- 八百滝：滝雅男
- 豆腐屋：田中章三
- 米屋：常盤耕司
- 由田（探偵社）：由利徹
- 八田（同上）：渥美清
- 南田（同上）：南利明
- 和田：佐伯徹
- 猪原妙子（トリ江の親友、和田の恋人）：河内桃子
- 猪原庄左衛門（妙子の父）：小川虎之助
- 猪原かね（妙子の母）：曽我米子
- 藤枝（「藤陰流」日本舞踊の師匠）：藤間紫
- 勘五郎（「藤陰流」の家元）：藤間大助
- 小西得郎：小西得郎
- 隣の娘：上条美佐保
- 熊本家の夫：西川辰美
- 川田正子（「金語楼劇場」出演者）：川田正子
- 小柳節子（同上）：小柳節子

## 同時上映
『勢揃い江戸っ子長屋』
- 脚本：蓮池義雄、淀橋太郎／監督：斎藤寅次郎／主演：三木のり平／宝塚映画作品

## 参考資料
- キネマ旬報